# Acreditação
Acreditação é o processo voluntário que mede a qualidade de serviços ou produtos (reconhecimento formal), por uma organizações independentes especializadas em normas técnicas de um determinado setor, de uma instituição que atende a requisitos previamente definidos (normas nacionais ou internacionais). O processo de acreditação, é revisto periodicamente para estimular a melhoria contínua, envolve a auto-avaliação da organização, bem como uma avaliação detalhada por uma equipe de especialistas externos.
Uma organização especializada, como a ONA, AMBA e, EQUIS certificam que a instituição possui competência técnica para realizar atividades ou prestar serviços com segurança.
As organizações especializadas que emitem credenciais ou certificam terceiros de acordo com os padrões oficiais, são oficializadas por organismos de acreditação (como UKAS ou IAS); portanto, eles são conhecidos como "organismos de certificação credenciados". De acordo com a norma internacional ISO/IEC 17011:2005 acreditação é "atestação de terceira-parte relacionada a um organismo de avaliação da conformidade, comunicando a demonstração formal da sua competência para realizar tarefas específicas de avaliação da conformidade"; significa que organismos independentes (organismos acreditadores) executam uma verificação imparcial da competência dos OACs (Organismos de Avaliação da Conformidade) para executarem atividades de avaliação da conformidade, transmitindo confiança para o comprador e às autoridades reguladoras sobre os produtos, processos ou serviços avaliados.
As acreditações na área da saúde certificam as instituições que demonstram possuir ações/processos que priorizem a segurança e qualidade no atendimento ao paciente baseados nas melhores práticas internacionais vigentes. A mais antiga e respeitada acreditadora em saúde é a Joint Commission International (JCI), representada no Brasil pelo Consórcio Brasileiro de Acreditação (CBA). O Brasil tem sua própria certificação em saúde, a Organização Nacional de Acreditação (ONA).

## Padrão de Acreditação
Muitas organizações de acreditação, como o International Accreditation Service – IAS, operam de acordo com processos desenvolvidos pela Organização Internacional de Normalização (ISO), conforme especificado na ISO/IEC 17011. A acreditação deve ser realizada segundo requisitos internacionais reconhecidos:
- ISO/IEC 17020: critérios gerais para a operação de vários tipos de organismos que realizam inspeções (2012);
- ISO/IEC 17021: avaliação da conformidade. Requisitos para organismos que fornecem auditoria e certificação de sistemas de gerenciamento (2011);
- ISO/IEC 17024: avaliação da conformidade. Requisitos gerais para organismos que operam certificação de pessoas (2012);
- ISO/IEC 17025: requisitos gerais para a competência dos laboratórios de teste e calibração" (2005).

- ISO/IEC 17065
- ISO/IEC 17043
- ISO 17034